# プトレマイオス8世
プトレマイオス8世エウエルゲテス2世（ギリシア語: Πτολεμαῖος Η΄ Εὐεργέτης、紀元前182年頃 – 紀元前116年6月26日）はその肥満からフュスコン（Φύσκων　「太鼓腹」の意）ともあだ名されたプトレマイオス朝エジプトのファラオ（在位：紀元前171年 - 紀元前163年、紀元前145年 - 紀元前131年、紀元前127年 - 紀元前116年）。

## 生涯
紀元前170年にアンティオコス4世エピファネスがエジプトに侵攻し、プトレマイオス6世フィロメトルを捕らえてシリアの傀儡としたため、それに対抗してアレキサンドリアがエウエルゲテスを王として担ぎ上げてプトレマイオス8世の治世が始まった。
兄であるフィロメトルはメンフィス以南を、弟であるエウエルゲテスはアレキサンドリアを押さえてデルタを支配し、同時に2人の王がエジプトに君臨し争う事態になる。エジプト民はエウエルゲテスを支持したが、ローマの元老院はアンティオコス4世の後見にまわった。しかしプトレマイオス6世は逆に弟とローマと結んで権力を握ろうとしたため、アンティオコス4世はメンフィスとアレキサンドリアへ兵を出して都に迫った。しかし第3次マケドニア戦争に勝利したことで両国の調停にはいる余裕が生まれていたローマからカイウス・ポピリウス・ラエナスが使者として派遣された。もはや地中海に対抗勢力のない強大なローマの仲介に対し、アンティオコス4世は応じるほかなく、シリアの兵が引いた後のエジプトはプトレマイオス6世に任され、エウエルゲテスもキレナイカを得た。しかしこれ以降エジプトはローマの影響を直接的に受けるようになる。
プトレマイオス6世は30年近くも安定した政治を行ったが、紀元前145年にシリアで敗れ戦死すると、その配下だった傭兵たちは勝者のほうへと流れたため、エウエルゲテスは軍を率いてエジプトに戻り先王の妻であったクレオパトラ2世とその子プトレマイオス7世を手元に置いた。さらに母子の命を保証するという条件のもとクレオパトラ2世と結婚し、同時にその娘である後のクレオパトラ3世をも娶っている。2人の間に子が生まれると王位継承者でもあったプトレマイオス7世を殺し、ローマの支援もうけてエジプトを掌握した。

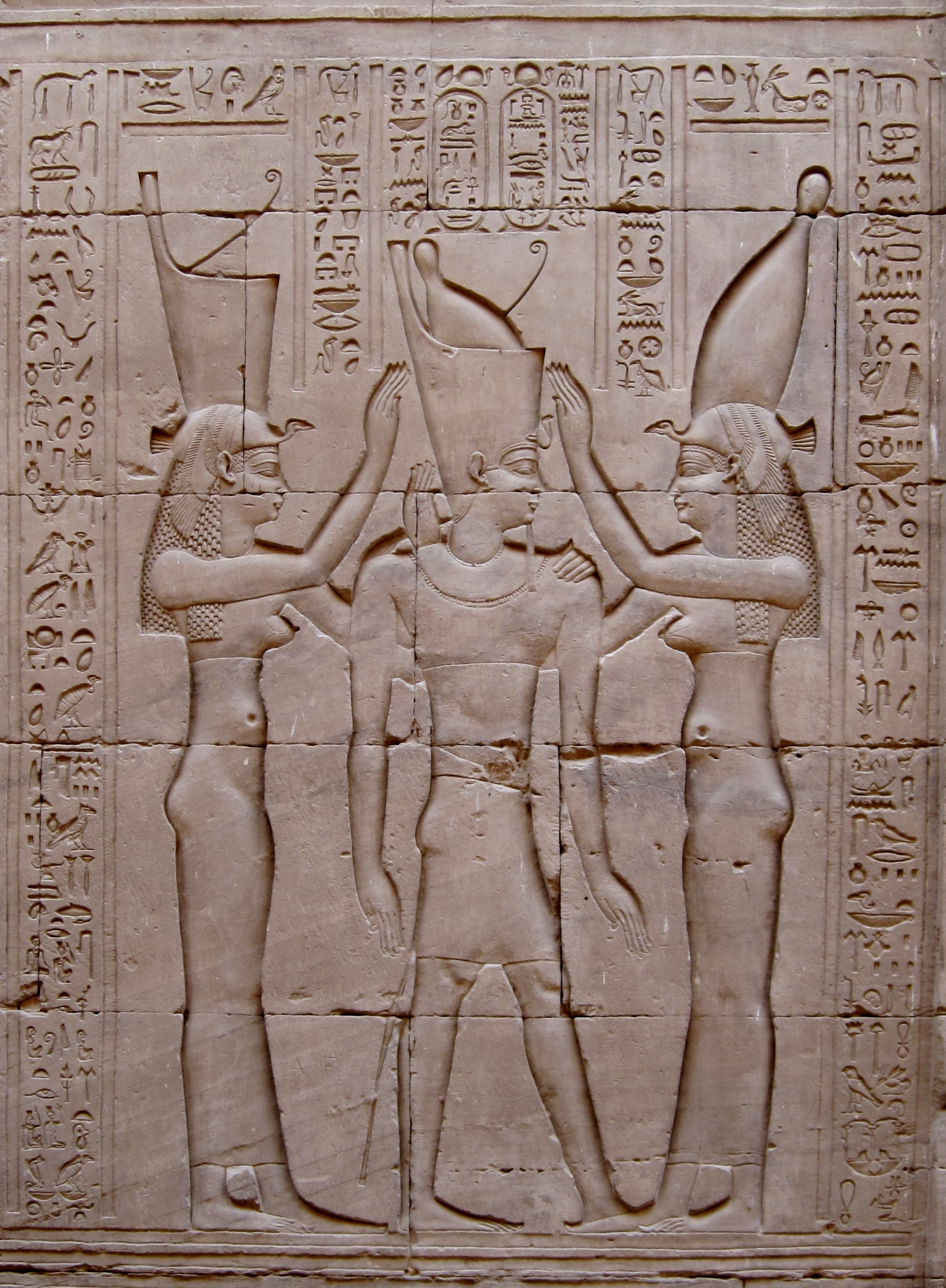
2人の女神ウアジェトとネクベトが隣るプトレマイオス8世（エジプト、エドフ神殿）

しかし母娘と同時に結婚したことや、相次ぐ戦争と重税とで人気を落としたプトレマイオス8世は民衆から支持されず、暴動さえ起こって叛徒が宮殿を囲むこともあった。さらに宮廷内ではプトレマイオス8世とクレオパトラ2世、3世の権力争いが続いた。ついにクレオパトラ2世がアレクサンドリアで兵を起こしたため、プトレマイオス8世は若いクレオパトラ3世とキプロスに脱出することになる。エジプトは残ったクレオパトラ2世が治めることになったが、プトレマイオス8世はそれを恨んだのか自分とクレオパトラ2世の子であるメンファイテスを刻んで殺し、誕生日にあわせて送りつけたと伝わる。また王に逆らうアレキサンドリアの知識人は皆その意趣返しとして追放や粛清を受けた。そのなかにはサモトラケのアリスタルコスやアテナイのアポロドロスなどもいた。紀元前145年には「あらゆる知識人が追放された。文献学者、哲学者、幾何学の教師、音楽家、画家、学校教師、医師、他にもいた。その結果として『学識がギリシア人と他の異邦人とにもたらされた』と、おそらくはその犠牲者の1人が述べている」（バルカのメネクレス、ギリシア歴史家断片集　270 F 9）。
それから体勢を立て直したプトレマイオス8世は、紀元前129年にキプロスからエジプトへと攻め入り、再びエジプトの支配者へと返り咲いた。紀元前116年に亡くなり、遺言に従ってクレオパトラ3世がエジプトを譲り受けた。